# Robert W. Vishny
Robert Ward Vishny (nacido hacia 1959) es un economista estadounidense. Profesor de la cátedra de Finanzas Myron S. Scholes en la Escuela de negocios Booth, de la Universidad de Chicago, lo fue anteriormente de la cátedra de Finanzas Eric J. Gleacher en la misma Universidad.

## Biografía
Obtuvo un B. A. con la distinción más alta (economía, matemática, y filosofía) de la Universidad de Míchigan en 1981 y Ph.D. (Economía) en el Instituto Tecnológico de Massachusetts en 1985.

## Trayectoria
Es uno de los destacados representantes de la escuela de finanzas conductuales. Sus actividades de investigación incluyen: mercado para el control corporativo; Gobierno corporativo en todo el mundo; La privatización y el papel del gobierno en la economía; Comportamiento de los inversores institucionales; Comportamiento de los precios de las acciones; La economía de la corrupción y el comportamiento de búsqueda de rentas. Sus trabajos de investigación (muchos de ellos escritos conjuntamente con Andrei Shleifer, Rafael La Porta y Josef Lakonishok) están entre los trabajos de investigación más citados en el campo de las ciencias económicas en los últimos años.
Encabeza el Programa NBER de Finanzas Corporativas. En 1994 fundó (junto con Josef Lakonishok y Andrei Shleifer) LSV Asset Management (LSV), un gestor de valor cuantitativo de valores que ofrece una gestión activa a los inversores institucionales mediante la aplicación de modelos de inversión propietarios basados en los principios de la financiación del comportamiento.

## Publicaciones
- Vishny, Robert W, & LaPorta, R. & Lopez-de-Silanes, F. & Shleifer, A. Law and Finance, Journal of Political Economy, 1998, 106(6), pp. 1113.
- Vishny, Robert W. & Shleifer, A. A Survey of Corporate Governance, Journal of Finance, 1997, 52(2), pp. 737–83.
- Vishny, Robert W. & Shleifer, A. The Limits of Arbitrage, Journal of Finance, 1997, 52(1), pp. 35–55.
- Vishny, Robert W. & Lakonishok, J. & Shleifer, A. Contrarian Investment, Extrapolation and Risk, Journal of Finance 1994, 49(5), pp. 1541–78.
- Vishny, Robert W. & Shleifer, A. Large Shareholders and Corporate Control, Journal of Political Economy, 1986, 94(3, Part 1), pp. 461–88.